# Hampton (New Brunswick)
Hampton is een plaats (town) in de Canadese provincie New Brunswick en telt 4004 inwoners (2006). De oppervlakte bedraagt 21 km².